# 沃布勒
沃布勒（法語：Vosbles，法語發音：[vobl]）是法国汝拉省的一个旧市镇，属于隆斯勒索涅区。2018年，沃布勒与市镇瓦卢斯河畔瓦尔凡合并为新市镇沃布勒-瓦尔凡。

## 地理
沃布勒（46°20'25"N, 5°31'28"E）面积12.67 平方千米，位于法国勃艮第-弗朗什-孔泰大區汝拉省，该省份为法国东部内陆省份，北起上索恩省，西北接科多尔省，西临索恩-卢瓦尔省，南至安省，东与杜省和瑞士接壤。
与沃布勒接壤的市镇（或旧市镇、城区）包括：热诺、阿罗马、沙尔诺、舍米亚、科尔诺、瓦卢斯河畔拉旺、圣伊姆蒂耶尔、图瓦雷特、瓦卢斯河畔瓦尔凡、图瓦雷特-夸西亚、阿罗马。
沃布勒的时区为UTC+01:00、UTC+02:00（夏令时）。

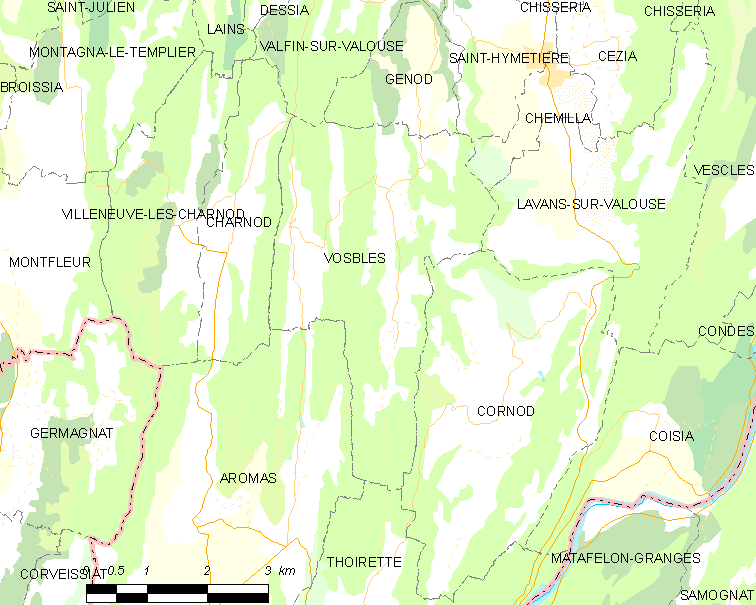
沃布勒的OSM定位图

## 行政
沃布勒的邮政编码为39240，INSEE市镇编码为39583。

## 政治
沃布勒所属的省级选区为穆瓦朗昂蒙塔涅县。

## 人口

1962-2008年间沃布勒人口变化图示

沃布勒于2015时的人口数量为110人。